# Drietoma
Drietoma je obec na Slovensku v okrese Trenčín v Trenčínském kraji. Žije v ní přibližně 2 200 obyvatel.

## Historie
První písemná zmínka o vesnici pochází z roku 1244.

## Přírodní poměry
Obec se nachází přibližně šest kilometrů západně od Trenčína. V katastrálním území obce leží přírodní památky Drietomica a Drietomské bradlo, přírodní rezervace Jachtár a zasahuje do něj část chráněné krajinné oblasti Biele Karpaty.

## Pamětihodnosti
Ve vsi stojí kostel svaté Kateřiny Alexandrijské postavený roku 1901 na místě staršího kostela z 18. století.